# 6.ª circunscripción senatorial de Chile
La 6.ª circunscripción senatorial de Chile es una de las dieciséis entidades electorales de este tipo que conforman la República de Chile. Su territorio comprende la totalidad de las comunas de la Región de Valparaíso, ubicada geográficamente en la zona central de Chile. Fue creada en 2015 por medio de la ley 20.840, a partir de la antigua 5.ª circunscripción senatorial y 6.ª circunscripción senatorial. Con una población que, según el censo del año 2017, alcanza los 1.815.902 habitantes, elige cinco de los cincuenta senadores que integran el Senado de Chile.

## Representación
A mayo de 2023, la circunscripción senatorial 6 de Chile es representada por los siguientes senadores para el periodo 2018-2026:
| Periodo | Senador | Senador                                        | Senador             | Senador | Senador                            | Senador                   | Senador | Senador                               | Senador                     | Senador | Senador                                       | Senador                | Senador | Senador                                   | Senador              | Mandato                                       |
| Periodo | Nombre  | Nombre                                         | Partido             | Nombre  | Nombre                             | Partido                   | Nombre  | Nombre                                | Partido                     | Nombre  | Nombre                                        | Partido                | Nombre  | Nombre                                    | Partido              | Mandato                                       |
| ------- | ------- | ---------------------------------------------- | ------------------- | ------- | ---------------------------------- | ------------------------- | ------- | ------------------------------------- | --------------------------- | ------- | --------------------------------------------- | ---------------------- | ------- | ----------------------------------------- | -------------------- | --------------------------------------------- |
| LV      |         | Francisco Chahuán Chahuán (Viña del Mar, 1971) | Renovación Nacional |         | Ricardo Lagos Weber (Durham, 1962) | Partido por la Democracia |         | Isabel Allende Bussi (Santiago, 1945) | Partido Socialista de Chile |         | Juan Ignacio Latorre Riveros (Santiago, 1978) | Revolución Democrática |         | Kenneth Pugh Olavarría (Valparaíso, 1959) | Independiente pro RN | 11 de marzo de 2018 - Actualmente en el cargo |

## Historia electoral

### Elecciones parlamentarias de 2017
| Pacto                               | Pacto                       | Candidato/a                      | Candidato/a                 | Partido                     | Votos                       | %        | Resultado |        |
| ----------------------------------- | --------------------------- | -------------------------------- | --------------------------- | --------------------------- | --------------------------- | -------- | --------- | ------ |
|                                     | B. Por Todo Chile           |                                  | Francisco Coloane Rojas     | IND-PRO                     | 5 067                       | 0.76     |           |        |
|                                     | B. Por Todo Chile           | Héctor Christian Pérez Meneses   | IND-PRO                     | 2 669                       | 0.40                        |          |           |        |
|                                     | B. Por Todo Chile           | Pamela Aída Jiménez Gallardo     | PRO                         | 3 601                       | 0.54                        |          |           |        |
|                                     | G. Frente Amplio            |                                  | Octavio González Ojeda      | PH                          | 22 997                      | 3.46     |           |        |
|                                     | G. Frente Amplio            | Juan Ignacio Latorre Riveros     | RD                          | 30 545                      | 4.60                        | Senador  |           |        |
|                                     | G. Frente Amplio            | Francisco Gabriel Marín Castro   | IND-PODER                   | 16 222                      | 2.44                        |          |           |        |
|                                     | G. Frente Amplio            | Mónica Valencia Becerra          | PI                          | 26 655                      | 4.01                        |          |           |        |
|                                     | H. Sumemos                  |                                  | Lily Pérez San Martín       | AMP                         | 35 496                      | 5.35     |           |        |
|                                     | H. Sumemos                  | Pedro Sariego Pastén             | AMP                         | 1 515                       | 0.23                        |          |           |        |
|                                     | H. Sumemos                  | Ana Cuadros Matamala             | AMP                         | 1 250                       | 0.19                        |          |           |        |
|                                     | H. Sumemos                  | Alberto Eduardo Núñez Ponce      | AMP                         | 1 213                       | 0.18                        |          |           |        |
|                                     | H. Sumemos                  | Julián Andrés Ugarte Fuentes     | IND-AMP                     | 2 415                       | 0.36                        |          |           |        |
|                                     | H. Sumemos                  | Óscar Rementería Palomino        | IND-AMP                     | 665                         | 0.10                        |          |           |        |
|                                     | M. Unión Patriótica         |                                  | Luis Aravena Egaña          | UPA                         | 3 519                       | 0.53     |           |        |
|                                     | M. Unión Patriótica         | Vlademir Venegas Sanhueza        | UPA                         | 2 302                       | 0.35                        |          |           |        |
|                                     | M. Unión Patriótica         | Berta Caro Morales               | UPA                         | 1 452                       | 0.22                        |          |           |        |
|                                     | N. La Fuerza de la Mayoría  |                                  | Ricardo Lagos Weber         | PPD                         | 74 031                      | 11.15    | Senador   |        |
|                                     | N. La Fuerza de la Mayoría  | Marco Antonio Núñez Lozano       | PPD                         | 19.788                      | 2.98                        |          |           |        |
|                                     | N. La Fuerza de la Mayoría  | Isabel Allende Bussi             | PS                          | 59 214                      | 8.92                        | Senadora |           |        |
|                                     | N. La Fuerza de la Mayoría  | Abel Gallardo Pérez              | PS                          | 4 476                       | 0.67                        |          |           |        |
|                                     | N. La Fuerza de la Mayoría  | Nelson Jaime Ávila Contreras     | PR                          | 23 234                      | 3.50                        |          |           |        |
|                                     | N. La Fuerza de la Mayoría  | Josefina Bustamante Díaz         | PR                          | 2 103                       | 0.32                        |          |           |        |
|                                     | O. Convergencia Democrática |                                  | Ignacio Walker Prieto       | PDC                         | 30 872                      | 4.65     |           |        |
|                                     | O. Convergencia Democrática | Aldo Vicente Cornejo González    | PDC                         | 16 381                      | 2.47                        |          |           |        |
|                                     | O. Convergencia Democrática | Oriele Angelina Zencovich Madrid | PDC                         | 2 185                       | 0.33                        |          |           |        |
|                                     | P. Chile Vamos              |                                  | Francisco Chahuán Chahuán   | RN                          | 150 065                     | 22.60    | Senador   |        |
|                                     | P. Chile Vamos              | Carmen Ximena Zamora Bravo       | RN                          | 4 552                       | 0.69                        |          |           |        |
|                                     | P. Chile Vamos              | Kenneth Pugh Olavarría           | IND-RN                      | 14 203                      | 2.14                        | Senador  |           |        |
|                                     | P. Chile Vamos              | Andrea Molina Oliva              | UDI                         | 64 686                      | 9.74                        |          |           |        |
|                                     | P. Chile Vamos              | Francisco Bartolucci Johnston    | UDI                         | 9 446                       | 1.42                        |          |           |        |
|                                     | P. Chile Vamos              | Ximena Ramírez Gutiérrez         | UDI                         | 1 671                       | 0.25                        |          |           |        |
|                                     | R. Independientes           |                                  | Gaspar Rivas Sánchez        | IND                         | 29 404                      | 4.43     |           |        |
| Votos válidamente emitidos          | Votos válidamente emitidos  | Votos válidamente emitidos       | Votos válidamente emitidos  | Votos válidamente emitidos  | Votos válidamente emitidos  | 663 894  | 91.51     | 91.51  |
| Votos nulos                         | Votos nulos                 | Votos nulos                      | Votos nulos                 | Votos nulos                 | Votos nulos                 | 31 651   | 4.36      | 4.36   |
| Votos en blanco                     | Votos en blanco             | Votos en blanco                  | Votos en blanco             | Votos en blanco             | Votos en blanco             | 29 964   | 4.13      | 4.13   |
| Total de sufragios emitidos         | Total de sufragios emitidos | Total de sufragios emitidos      | Total de sufragios emitidos | Total de sufragios emitidos | Total de sufragios emitidos | 725 509  | 100.00    | 100.00 |
| Fuente: Servicio Electoral de Chile |                             |                                  |                             |                             |                             |          |           |        |